# Wim Jansen
Wim Jansen (n. 28 octombrie 1946, Rotterdam, Țările de Jos – d. 25 ianuarie 2022, Hendrik-Ido-Ambacht, Olanda de Sud, Țările de Jos) a fost un fotbalist neerlandez.
În cariera sa, Jansen a evoluat la Feyenoord, Washington Diplomats și Ajax. Între 1967 și 1980, Jansen a jucat 65 de meciuri pentru echipa națională a Țărilor de Jos. Jansen a jucat pentru naționala Țărilor de Jos la două Campionate Mondiale: în 1974 și 1978.

## Statistici[3]
| Țările de Jos | Țările de Jos | Țările de Jos |
| An            | Meciuri       | Goluri        |
| ------------- | ------------- | ------------- |
| 1967          | 3             | 0             |
| 1968          | 5             | 1             |
| 1969          | 3             | 0             |
| 1970          | 5             | 0             |
| 1971          | 5             | 0             |
| 1972          | 1             | 0             |
| 1973          | 1             | 0             |
| 1974          | 11            | 0             |
| 1975          | 4             | 0             |
| 1976          | 5             | 0             |
| 1977          | 4             | 0             |
| 1978          | 12            | 0             |
| 1979          | 5             | 0             |
| 1980          | 1             | 0             |
| Total         | 65            | 1             |